# Ödland – Damit keiner das so mitbemerkt
Ödland  – Damit keiner das so mitbemerkt ist ein Dokumentarfilm der Regisseurin Anne Kodura. Er schildert das Leben dreier Kinder, die in einem Heim für Asylbewerber in Möhlau bei Halle (Saale) leben, ganz überwiegend aus der nicht weiter kommentierten Perspektive der Kinder. Erstmals aufgeführt wurde der Film im Februar 2013 im Wettbewerb um den Gläsernen Bären der Berlinale.

## Inhalt
Der Schwarz-Weiß-Film schildert das Leben der drei Kinder Aya, Muhammad und Mustafa in den Sommerferien 2011. Das Asylheim Möhlau wurde im Januar 2013 geschlossen.

## Preise und Auszeichnungen
- 2013: Open Eyes-Jugendjury-Preis beim Nuremberg International Human Rights Film Festival
- Oaxaca-Filmfest (Mexiko): Preis für den besten Nachwuchs-Dokumentarfilm